# Berglandhummel
Die Berglandhummel (Bombus monticola), auch Nordische Hummel genannt, ist eine Art der Hummeln (Bombus).

## Lebensraum und Verbreitung
Das Verbreitungsgebiet erstreckt sich von Nordeuropa bis in die Arktis. Sie lebt in den lichten Gehölzen des Hochgebirges zwischen 900 und 2700 m Höhe. In Deutschland ist der Lebensraum auf die bayerischen Alpen beschränkt. Ein Volk umfasst etwa 50–120 Tiere. Sie gehört zu den Pollenstorern. Aktive Flugsaison ist von Ende März bis Anfang September.  Typische Nistplätze sind unterirdische Mäusenester, aber auch hohle Bäume und Vogelnester (Nestbezieher). Pro Jahr wird nur eine Generation hervorgebracht (univoltin).

## Kennzeichen
Die Berglandköniginnen haben eine Körperlänge von 18–23 mm, die Arbeiterinnen 9–16 mm und die Drohnen 14–15 mm. Die Grundfärbung ist schwarz. Das Abdomen ist vom 1. Tergit weißlich-gelb, dann ab dem 2. Tergit schwarz und vom 3. bis zum 6. Tergit orangerot. Berglandhummeln sind kleiner als Alpenhummeln. In den Alpen kann es zu Verwechslungen mit Wiesenhummeln und Höhenhummeln kommen. Die Königin erzeugt einen hohen Summton, der dem der Ackerhummel ähnelt. Sie besitzt einen kurzen Rüssel.

## Nahrung
Wie alle Hummeln ernährt sich die Berglandhummel von Nektar und ihre Larven von Pollen. Zu ihren Haupttrachtpflanzen zählen unter anderem Wundklee, Alpenrosen und Steinbrech.

## Gefährdung
Die Berglandhummel gilt in Deutschland aufgrund von intensiver Land- und Forstwirtschaft sowie durch den Einsatz von Pestiziden als potentiell gefährdet.